# Ordre (borsa)
Una ordre és, en un mercat de valors, la instrucció que dona un client al seu broker perquè compri o vengui un actiu financer al mercat. Aquestes instruccions poden ser simples o complicades, existint els següents estàndards: 

## Ordres simples

### A preu de mercat
Ordre a preu de mercat o ordre de mercat (en anglès: market order) és una ordre simple de compra o venda que ha d'ésser executada immediatament al preu que hi hagi al mercat. Les ordres a preu de mercat tenen com a prioritat que aquesta sigui executada en tota la seva quantitat, deixant en lloc secundari el preu d'execució. En mercats que presenten una alta volatilitat, el preu d'execució d'una ordre de mercat pot variar respecte al darrer preu cotitzat. En actius amb poc volum de negociació una ordre de mercat pot realitzar-se a diferents grups de preus.
Per exemple, un inversor vol comprar 10.000 accions de Telefónica i tramet una ordre a preu de mercat. Al llibre d'ordres hi ha en oferta 5.000 accions a 16 €, 2.500 a 16.10 €, 1.000 € a 16.25, i 5.000 a 16.50 €. Com que l'inversor ha tramès una ordre de mercat, el broker anirà escombrant tot el llibre d'ordres començant des del preu més baix i successius fins a acomplir la quantitat de 10.000 accions, sigui quin sigui el preu final. D'aquesta manera l'inversor haurà comprat les primeres 5.000 accions a 16 €, les següents 2.500 a 16.10 €, les següents 1.000 € a 16.25, i les 1.500 accions que li falten per arribar a 10.000 accions a 16.50 €. En conclusió, ha comprat 10.000 accions a un preu mitjà de 16.125 €/acció malgrat que el darrer preu cotitzar era 16 €, desemborsant un total de 161.125 €. Per contra, un inversor normal que opera amb capitals reduïts normalment no se li presentarà aquest problema perquè l'import no arribarà a escombrar el llibre d'ordres.

### A preu limitat
Ordre a preu limitat o ordre limitada (en anglès: limited order) és una ordre simple de compra o venda que ha d'ésser executada a un preu màxim fix o millor. Les ordres a preu limitat tenen com a prioritat que aquesta sigui executada a un preu d'execució, deixant en lloc secundari la quantitat executada. En mercats amb poc volum pot donar-se el cas que l'ordre no s'executi en la seva totalitat.
Per exemple, un inversor vol comprar accions de Telefónica com a màxim a 16 €/acció, i tramet una ordre a preu limitat per 10.000 accions. Si l'acció està cotitzant en aquells moments a 16,10 € l'ordre queda en espera al llibre d'ordres fins que el preu no baixi a 16 €, el límit màxim de preu de compra fixat per l'inversor. Hores després el preu baixa durant uns instant a 16 €/acció, però tan sols hi ha disponible al llibre d'ordres 5.000 accions a 16 €, essent les següents 2.500 a 16.10 €, 1.000 € a 16.25, i 5.000 a 16.50 €. D'aquesta manera malgrat que l'inversor volia comprar 10.000 accions, només comprarà 5.000 accions primeres perquè havia fixat un preu màxim de 16 €/acció, essent la resta d'accions disponibles més cares. En finalitzar al dia només haurà aconseguit 5.000 accions de les 10.000 que pretenia comprar, però això sí, als 16 € cadascuna.
És possible fixar un rang temporal de vigència de les ordres limitades, de manera que aquestes tinguin validesa per tan sols un dia, o durant un període, o fins que sigui completada totalment. Seguint l'exemple anterior, l'inversor pot fixar que l'ordre limitada tingui una vigència d'una setmana, de manera que l'endemà l'acció pot tornar a baixar a 16 € o inclús per sota, i acabar de comprar les 5.000 accions que tenia pendents al preu límit desitjat, 16 €, o menys si el preu continua baixant. En cap cas però es procedirà a la compra per sobre del màxim limitat.
Per a un inversor normal les ordre limitades prenen sentit quan aquest no pot estar present durant els horaris de negociació, de manera que no pot seguir en temps real les cotitzacions i llança l'ordre en quant li és possible, quedant aquesta enregistrada a llibre d'ordres a l'espera que el preu arribi al límit que ha fixat. Per a un gran inversor que negocia amb grans volums l'ordre limitada li garanteix que no s'excedirà el preu que desitja; així mateix en els mercats after-hours, mercats amb molt poc volum, fet que implica una alta volatilitat en els preus cotitzats, s'utilitzen les ordres limitades a fi d'assegurar-se un preu màxim.